# Carlos Trigo
Carlos Trigo (Buenos Aires Argentina, ¿? - ibídem, 1 de abril de 1993) fue un actor, libretista, director teatral y escritor argentino con una amplia trayectoria. Su esposa fue la actriz Ana María Colombo.

## Carrera
Carlos Trigo fue un actor cómico de reparto de cine, teatro y televisión.
Iniciado en el teatro, en cine se lució junto a célebres figuras de la escena nacional argentina como Alberto Olmedo, Jorge Porcel, Julio de Grazia, Juan Carlos Calabró, Cristina del Valle, Marcos Zucker, Mario Luciani, entre otros.
En teatro hizo giras en el país y en el extranjero, principalmente Puerto Rico donde, desvinculados del Grupo Once al Sur, residió por un largo tiempo en la década del '70. Trabajó tanto como director y actor de obras escritas mayormente por Roberto Cossa.
Estuvo a cargo de la sala del Teatro "ABC"  junto con la actriz Alicia Curi.

## Televisión
- 1960: La isla
- 1983: Pero estoy vivo[4]
- 1988/1989: De carne somos

## Filmografía
- 1949: Edición Extra
- 1977: Mi aventura en Puerto Rico (México)
- 1981: Tiempo de revancha
- 1983: Los reyes del sablazo
- 1983: Diablito de barrio
- 1983: El arreglo
- 1984: Sálvese quien pueda
- 1986: Sobredosis
- 1987: La clínica del Dr. Cureta
- 1992: El viaje[5]

## Teatro
- El escaloncito
- Vidas privadas
- Heroica de Buenos Aires de Osvaldo Dragún.
- Angelito, junto con Daniel Marcove.
- La gaviota.
- Buenos Aires, piano y humor
- Viejos conocidos de Roberto Cossa.
- Tío loco.[6]

## Galardones
- Premio obtenido en Puerto Rico en 1989 por la telenovela La isla.[7]

## Fallecimiento
El actor y guionista Carlos Trigo falleció tras una larga enfermedad en 1993 en Buenos Aires. A modo de homenaje se creó la "Sala Carlos Trigo" ubicada en Pje. La Selva 4022 (Av. J. B. Alberdi 4000).